# Kuschnarenkowo
Kuschnarenkowo (russisch Кушнаре́нково; baschkirisch Кушнаренко, Kuşnarenko) ist ein Dorf (selo) in der Republik Baschkortostan in Russland mit 9870 Einwohnern (Stand 14. Oktober 2010).

## Geographie
Der Ort liegt etwa 60 km Luftlinie nordwestlich der Republikhauptstadt Ufa am linken Ufer der Belaja.
Kuschnarenkowo ist Verwaltungszentrum des Rajons Kuschnarenkowski sowie Sitz der Landgemeinde (selskoje posselenije) Kuschnarenkowski selsowet, zu der außerdem die Dörfer Gorny (9 km nordöstlich, am rechten Ufer der Belaja), Japarka (4 km nördlich), Taraberdino (3 km südöstlich) und Derewnja utschchosa selchostechnikuma („Dorf der Lehrwirtschaft der Landwirtschaftsberufsschule“, 5 km südöstlich) gehören.
Jeweils knapp 40 % der Einwohner sind Baschkiren und Tataren, das restliche Fünftel überwiegend Russen.

## Geschichte
Der Ort wurde 1709 gegründet und trug zunächst die Bezeichnungen Stepanowka beziehungsweise nach dem Namen der Kirche auch Pokrowski (von russisch Pokrow für Mariä Schutz und Fürbitte). 1790 erwarb der Offizier und Grundbesitzer Sergei Topornin das Dorf, das in Folge nach ihm den Namen Topornino erhielt und Sitz einer Wolost im Ujesd Ufa des ab 1865 bestehenden Gouvernements Ufa wurde.
Nach Gründung der Baschkirischen ASSR 1919 kam das Dorf am 5. Oktober 1922 zu deren Kanton Ufa. Mit der Auflösung der Kantone am 20. August 1930 entstand der Toporninski rajon mit Sitz in Topornino. 1936 (nach anderen Angaben 1937) erhielten Rajon und Ort ihre heutigen Bezeichnungen nach dem Revolutionär und in der Baschkirischen ASSR tätigen Parteifunktionär Iwan Kuschnarenko (1895–1935).

### Bevölkerungsentwicklung
| Jahr | Einwohner |
| ---- | --------- |
| 1897 | 1.977     |
| 1939 | 5.944     |
| 1959 | 6.116     |
| 1970 | 7.083     |
| 1979 | 8.615     |
| 1989 | 9.032     |
| 2002 | 10.630    |
| 2010 | 9.870     |

Anmerkung: Volkszählungsdaten

## Verkehr
An Kuschnarenkowo führt die föderale Fernstraße R240 (Bis November 2023 Fernstraße M7 Wolga) von Djurtjuli nach Ufa vorbei (auf diesem Abschnitt zugleich Europastraße 017): die alte Trasse unmittelbar am südwestlichen Ortsrand, eine 2014 eröffnete, 20 km lange und autobahnähnlich ausgebaute südliche und westliche Umgehung in einigen Kilometern Entfernung. In westlicher Richtung zweigt dort die Regionalstraße 80K-008 in die Rajonzentren Tschekmagusch und Bakaly ab, nach Süden die 80N-018 zur föderalen Fernstraße M5 Ural bei Tschischmy.
In Kuschnarenkowo befindet sich eine Anlegestelle an der schiffbaren Belaja. Die nächstgelegenen Bahnstationen sind Ufa und Tschischmy an der südlichen Route der Transsibirischen Eisenbahn.